# Кентърбърийски разкази
 Тази статия е за сборника разкази.  За филма вижте Кентърбърийски разкази (филм).  
Кентърбърийски разкази (на английски: Canterbury Tales) е сборник с новели, написани от английския писател и поет Джефри Чосър в края на 14 век (две от които в проза, останалите – в стих). Книгата е уникална с това, че е първата създадена на разговорен английски език, а не на използваните за работа тогава латински и френски.
В сравнение с много предишни творби на Чосър, Кентърбърийските разкази са разглеждани като Чосъровият magnum opus (български: велика творба).
Той използва описанията на героите и техните разкази, за да представи един ироничен и критичен портрет на английското общество по това време и най-вече на църквата. Сборникът е приет за една от най-важните творби в английската литература, защото не само бива определян като развлекателен от читателите, но и защото предоставя много възможности за интерпретация.

## История
През 1373 г. Джефри Чосър посещава Генуа и Флоренция. Някои съвременни изследователи смятат, че по време на това пътуване той се запознава с Франческо Петрарка и Джовани Бокачо, благодарение на които той се запознава с италианската поезия, по чийто стил се води по-късно.
През 1386 г. Чосър е назначен като контролно лице на митницата на лондонското пристанище, а три години по-късно започва служба в кралския двор. Смята се, че точно в този период Чосър започва да работи по най-известната си творба – Кентърбърийските разкази.
Когато Чосър пише „Кентърбърийски разкази“, Бокачо вече не е жив, но с творбите си италианският белетрист определено е повлиял на Чосър. Що се отнася до съдържанието обаче, образите в разказите му са напълно оригинални, като с голямото разнообразие на героите – селяни, търговци, доктори, монаси, рицари, кръчмари и други писателят точно и шеговито представя тогавашната действителност в Англия.

## Разкази
Не е достигнат консенсус по отношение на реда, в който Чосър искал на нареди разказите.
Приема се, че те могат да се подредят и по фрагменти или групи.
Викторианците често използвали девет групи, което е начинът на подреждане, използван от Уолтър Уилиам Скийт, чието издание с творби на Чосър се използвало в Оксфордския университет през по-голямата част от 20 век, но сега рядко се използва.
| Група А | – Пролог (на английски: General Prologue) - Разказът на Рицаря (на английски: The Knight's Tale) - Разказът на Мелничаря (на английски: The Miller's Tale) - Разказът на Стюарда (на английски: The Reeve's Tale) - Разказът на Готвача (на английски: The Cook's Tale) |
| Група B | – Разказът на Правника (на английски: The Man of Law's Tale) - Разказът на Моряка (на английски: The Shipman's Tale) - Разказът на Игуменката (на английски: The Prioress's Tale) - Разказът на Сър Топаз (на английски: Sir Thopas' Tale) - Разказът на Мелибей (на английски: The Tale of Melibee) - Разказът на Монаха (на английски: The Monk's Tale) - Разказът на Манастирския Капелан (на английски: The Nun's Priest's Tale) |
| Група C | – Разказът на Лекаря (на английски: The Physician's Tale) - Разказът на Продавача на индулгенции (на английски: The Pardoner's Tale) |
| Група D | – Разказът на Батската невяста (на английски: The Wife of Bath's Tale) - Разказът на Кармелита (на английски: The Friar's Tale) - Разказът на Църковния пристав (на английски: The Summoner's Tale) |
| Група E | – Разказът на Школаря (на английски: The Clerk's Tale) - Разказът на Търговеца (на английски: The Merchant's Tale) |
| Група F | – Разказът на Оръженосеца (на английски: The Squire's Tale) - Разказът на Франклина (на английски: The Franklin's Tale) |
| Група G | – Разказът на Втората монахиня (на английски: The Second Nun's Tale) - Разказът на Йомена на Каноника (на английски: The Canon's Yeoman's Tale) |
| Група H | – Разказът на Иконома (на английски: The Manciple's Tale) |
| Група I | – Разказът на Свещеника (на английски: The Parson's Tale) |

Историите, които правят един фрагмент са пряко свързани и обикновено съдържат вътрешна индикация за реда с това, че един герой разказва историята си и после отстъпва на друг герой. За сметка на това връзката между отделните фрагменти е по-трудно забележима.
Тази подредба по фрагменти би изглеждала така:
| Фрагмент I    | – Пролог - Разказът на Рицаря - Разказът на Мелничаря - Разказът на Стюарда - Разказът на Готвача                                                   |
| Фрагмент II   | – Разказът на Правника |
| Фрагмент III  | – Разказът на Батската невяста - Разказът на Кармелита - Разказът на Църковния пристав                                                              |
| Фрагмент IV   | – Разказът на Школаря - Разказът на Търговеца |
| Фрагмент V    | – Разказът на Оръженосеца - Разказът на Франклина                                                                                                   |
| Фрагмент VI   | – Разказът на Лекаря - Разказът на Продавача на индулгенции                                                                                         |
| Фрагмент VII  | – Разказът на Моряка - Разказът на Игуменката - Разказът на Сър Топаз - Разказът на Мелибей - Разказът на Монаха - Разказът на Манастирския Капелан |
| Фрагмент VIII | – Разказът на Втората монахиня - Разказът на Йомена на Каноника                                                                                     |
| Фрагмент IX   | – Разказът на Иконома |
| Фрагмент X    | – Разказът на Свещеника |

## Предшестващи произведения
Нито едно произведение преди Кентърбърийските разкази не е включвало темата за пилигрими. Въпреки това е очевидно, че на места Чосър е използвал големи части от вече съществуващи произведения, както и че често е черпел вдъхновение от обкръжаващия го литературен свят. Добър пример за това е именно темата за разказването на истории в съревнование, основен начин за развлечение в тогавашна Англия. През 14 век съществуват групи с избран водач, който оценява разказите на отделните участници в групата. Победителят получавал корона и, също както и при победителя от Кентърбърийски разкази, безплатна вечеря. Било е обичайно, сред поклонниците, тръгнали на поклонение, да има избран „церемонил-майстор“, който да ги ръководи и да организира пътуването.
Харолд Блум, американски литературен критик и почетен професор по хуманитаристика в Йейл, твърди, че структурата на произведението е в голямата си част оригинална, но вдъхновена от „поклонническите" фигури на Данте и Вергилий в Божествена комедия.
„Декамерон“ на Джовани Бокачо съдържа повече паралели с „Кентърбърийски разкази“, отколкото която и да е друга творба. Цялостната структура на двете произведения е идентична и следва една и съща идея. От Бокачо, Чосър е възприел идеята за рамкирана композиция, рамката в „Кентърбърийски разкази" е едно поклонническо пътуване до Кентърбъри и обратно. Докато при Бокачо героите са на едно място, когато си разказват истории, т.е. рамката е статична, то у Чосър рамката на повествованието е динамична-пътуване. Джефри Чосър успява да напише 21 завършени новели и 3 незавършени. Книгата „Декамерон“ съдържа 100 новели, разказани в продължение на 10 дни от 10 младежи – 7 момичета и 3 момчета. Разказвачите при Чосър са 30. Разказвачите в „Декамерон“ са от една прослойка, а у Чосър са от най-различни. Една четвърт от приказките в Кентърбърийски разкази, съответстват на приказка от Декамерон, въпреки че повечето имат по-близки паралели в други истории. Затова някои учени смятат че е малко вероятно Чосър да е имал копие от книгата подръка и най-вероятно той просто е прочел Декамерон в даден момент.
Всеки от разказите има свой собствен набор от източници, предполагат учените, но само някои са използвани често в продължение на няколко разказа. Сред тях са поезия от Публий Овидий Назон, Библията и творбите на Петрарка и Данте. Чосър е първият автор, който използва работата на двамата италианци. Много учени твърдят, че има голяма вероятност Чосър да се е срещнал с Петрарка или Бокачо.
„Утешението на философията“ на Боеций се появява в няколко от разказите, както и творбите на Джон Гоуър. Гоуър е известен приятел на Чосър. Невъзможно е да бъде очертан пълен списък, но Чосър изглежда също така да е заимствал от редица религиозни енциклопедии и богослужебни текстове.

## Жанр и структура
„Кентърбърийски разкази“ е колекция от истории, изградена под формата на композиционна рамка, много често срещан и отдавна установен жанр по онова време. Разказите на Чосър се различават много от повечето други колекции на истории, заради голямата си вариация. Повечето колекции на истории са фокусирани върху една тема, обикновено религиозна. Дори в „Декамерон“ разказвачите са задължени да се придържат към темата, определена за дадения ден. Идеята на поклонничеството да събере толкова различни хора за литературни цели също е било невиждано дотогава. Въвеждането на конкуренция между приказките окуражава читателя да сравнява разказите в цялото им разнообразие и позволява на Чосър да демонстрира уменията си в различни жанрове и литературни форми.
Структурата на „Разказите“ е до голяма степен линейна. В „Пролога“ Чосър описва не историите, които ще бъдат разказани, а хората, които ще ги разказват, ставайки ясно, че структурата ще зависи от героите, а не от обща тема. Тази идея е подсилена, когато Мелничарят се намесва, за да разкаже историята си, след като Рицарят е приключил своята. Благодарение на намесата на Мелничаря става ясно, че структурата ще бъде изоставена в ползва на свободната и открита размяна на истории от всичките присъстващи класи. Общи теми и гледни точки възникват докато разказвачите казват историите си, на които другите герои отговарят със свои собствени истории, понякога след дълго отклонение, в което темата не е била споменавана.
Чосър не обръща много внимание върху напредъка на пътуването, на времето, което минава докато поклонниците пътуват, или за определени места, през които минават на път към Кентърбъри. Писането на историите му е фокусирано преди всичко върху самите истории, а не върху самото поклонничество.

## Исторически контекст
Творбата е написана по време на бурните времена в английската история. Католическата църква е в средата на Западната схизма и, макар че тя все още е била единственият християнски орган в Европа, е била обект на тежки противоречия. Лолардизъм е ранно английско религиозно движение, водено от английския пред-реформатор, философ и теолог Джон Уиклиф, което е споменато в разказите. Джон Уиклиф е известен също с това че направил най-стария превод на Библията на английски език.
„Кентърбърийски разкази“ е една от първите творби в английската литература които споменават хартията, сравнително ново изобретение, което позволява разпространяването на писменото слово, нещо дотогава невиждано в Англия. Политически сблъсъци като например избухналото през 1381 г. Селско въстание в Англия и други безредици, завършващи с детронирането на Крал Ричард II, допълнително разкриват смутното и размирно време заобикалящо Чосър докато пише разказите. Много от най-близките му приятели са били екзекутирани и той се премества в Кент, за да се измъкне от събития в Лондон. Докато някои читатели тълкуват героите от „Кентърбърийски разкази“ като исторически фигури, други читатели избират да тълкуват творбата не толкова буквално. Не става ясно дали Чосър е имал намерение читателят да свърже неговите герои с действителни лица или не. По-скоро изглежда, че Чосър създава измислени герои, които служат за представители на хора в тези области на дейност. С разбирането на средновековното общество, човек може да долови фината сатира.
Интересен исторически факт е, че не само по онова време, а и сега, катедралата в Кентърбъри е най-значимият религиозен и духовен център в Англия. Архиепископът на Кентърбъри е най-високопоставеният духовник в Църквата на Англия. През ХІІ век четирима рицари на крал Хенри ІІ убиват там архиепископ Томас Бекет. Той е в остър конфликт с краля по темата за правата и привилегиите на църквата. Той е канонизиран 3 години по-късно, което насърчава разкайващият се Хенри II да утвърди катедралата като център на английското християнство. Да се поклонят на светите мощи на Томас Бекет, всяка година в Кентърбъри се стичат тълпи поклонници и молители. И Чосър взима сюжета си от това поклонничество.

## Религия
„Кентърбърийски разкази“ отразяват различните позиции на църквата в Англия по времето на Чосър. След чумата много европейци започнали да поставят под въпрос авторитета на църквата. Някои станали последователи на Лалордизма (църквата трябва да помогне на хората да живеят живот на бедност подобно на Исус Христос), докато други избрали по-малко опасни пътища, започвайки нови монашески или по-малки движения, с цел изобличаване на корупцията в църквата в поведението на духовенството, фалшиви църковни реликви и злоупотреба с индулгенциите. Няколко герои от „Разказите“ са религиозни фигури и самото поклонничество към Кентърбъри е религиозно (въпреки че прологът има ироничен характер), затова религията е една от важните теми в творбата.
Двама герои, Продавачът на индулгенции и Църковния пристав, в чиито роли се вижда светската власт на Църквата, са обрисувани като много корумпирани, алчни и злоупотребяващи. Продавачите на индулгенции по времето на Чосър са хората, от които се купуват „индулгенции“ за прошка на греховете, които са виновни със злоупотреба в името на собствената си печалба. Продавачът на индулгенции открито признава корупцията на практиката си в разказа на Чосър. Църковния пристав са служители, които довеждат грешниците до съда на Църквата за възможно отлъчване и други санкции. Корумпираните служители пишели фалшиви цитати и плашели хората с тях, да ги подкупят, за да се спасят. Служителят на Църквата в разказа на Чосър е описан като виновен заради това, че е заплашвал да съди други хора, които не са били виновни, и е намекнато, че има корумпирани отношения с Продавача на индулгенции. В „Разказа за Монаха“ е описан един Служител на Църквата, който работи за Дявола, а не за Бог.
Различни видове служители на църквата са представени чрез Монахът, Продавачът на индулгенции, Игуменката и Втората Монахиня. Манастирът, който по принцип трябва да е воден от желанието да следва аскетски начин на живот отделен от света, се е заплел по времето на Чосър изключително много със светските дела. Манастирите често контролират огромни парцели от земя, върху които те правят огромни парични суми, докато селяните работят за тях.
Втората Монахиня е пример за това какво трябва да представлява една монахиня: нейната история е за жена, чието целомъдрие довежда хората в църквата. От друга страна Монахът и Игуменката, не толкова корумпирани колкото Продавача на индулгенции и Църковния пристав, изгубват пътя към идеала им за подражание. И двамата са скъпо облечени, показват живот на лукс и флиртове и на липса на духовност. Разказът на игуменката е за евреин, който убива дълбоко благочестиво и невинно християнско момче, кръвна обида срещу евреите, което става част от английската литературна традиция. Историята не е измислена от Чосър, а е известна още от 14 век.
Поклонението е било много важно за средновековното общество. Крайната дестинацията е била Йерусалим, но в Англия популярна дестинация е бил Кентърбъри. Поклонниците пътували до катедрали, в които са запазени мощите на светците, вярвайки се, че такива мощи притежават чудотворна сила. Свети Томас Бекет, архиепископ на Кентърбъри, е бил убит в Катедралата Кентърбъри от рицарите на Хенри II по време на разногласие между Църквата и Короната. Чудновати истории, свързани с мощите му са били разпространени скоро след смъртта на архиепископа и така Катедралата станала известна дестинация на поклонниците. Поклонничеството в творбата свързва всички истории заедно и може да се счита за представяне на стремежа на християните към небесата, въпреки слабостите, разногласията и разнообразието на мнения.

## Социални класи
Висшата класа или т.н. аристокрация, по времето на Чосър е била представена главно от рицаря и неговият оръженосец. От благородниците се е очаквало да бъдат могъщи войни, които да са едновременно безмилостни на бойното поле и изтънчени, с добри обноски в царският двор, а постъпките им трябвало да бъдат християнски. От рицарите се очаквало да имат силна социална връзка с мъжете с които се сражавали рамо до рамо, но в същото време се очаквало да имат още по-силна връзка с жена, която да идеализират, за да може тя да укрепи тяхната бойна способност. Въпреки че, целта на рицарството са благородните постъпки, неговите противоречиви ценности често водели до насилие. Църковните водачи често опитвали да поставят ограничения на турнирите и двубоите, които често завършвали със смъртта на загубилия.
„Разказът на Рицаря“ показва как братската любов на двама другари рицари се превръща в смъртоносна вражда при вида на една жена, която и двамата идеализират. За да я спечелят те са готови да се бият до смърт. Кавалерството по времето на Чосър е в упадък и е възможно „Разказът на Рицаря“ да е бил предназначен да покаже неговите недостатъци, въпреки че това се оспорва.
Самия Чосър се е бил в Стогодишната война по времето на Едуард III. Тя продължава от 1337 г. до 1453 г., а военните действия се водят най-вече на територията на Франция. Едуард III и благородниците му натрапват романтичното рицарство като тяхно верую при ограбването на опустошена Франция. Рицарите подчертават военната слава, докато действителността показва цената на войната.
„Разказът на Сър Топаз“ и „Разказът на Мелибей“ са разказани от самия Чосър. И двете истории се фокусират върху лошите страни на рицарството като първата се подиграва на рицарските правила.
Разказите постоянно отразяват конфликта между класите. Например героите са разделени на три различни класи – „тези които се молят“ (духовенството), „тези които се бият“ (аристокрацията) и „тези които работят“ (обикновеният народ и селяните). Повечето разкази са свързани помежду си от сходни теми. В началото рицарят започва играта, тъй като той представлява най-високата социална класа в групата. След това е последван от Мелничаря, който представлява по-ниска класа. Така последвалите разкази отразяват както уважение така и незачитане на правилата на висшата класа.
Всеки от героите на Чосър изразява различно, понякога крайно различно, виждане за реалността. Това създава атмосфера на тестване, на емпатия и релативизъм. Самият брой на различни лица и истории прави стигането определена истина или реалност невъзможно.

## Лиминалност (лимен – праг; за да премине в друга социална позиция, човек трябва да премине някакъв праг)
Концепцията на лиминалността фигурира на видно място в рамките на „Кентърбърийски разкази“. Лиминално пространство, което може да бъде както географско, така и метафорично или духовно, е преходното или трансформиращото пространство между „истинския“ (сигурен, познат) свят и неизвестния и въображаемия свят едновременно на риск и възможност. Самото понятие „поклонничество“ само по себе си е лиминално, защото е пътуване между дестинации и защото поклонниците поемат този път с надеждата да станат по-святи в процеса. Следователно и самата структура на „Кентърбърийски разкази“ е лиминална; не само покрива разстоянието от Лондон до Кентърбъри, но и повечето истории се отнасят до места изцяло извън географските дестинации на поклонниците.
Лиминалността е видна и в отделните истории. Очевиден пример за това е „Разказът на Монаха“, в който дяволът е лиминална фигура заради преходния му характер и функция; неговата цел е да предвожда душите от сегашното им съществуване към Ада, едно коренно различно съществуване. „Разказът на Франклин“ отвежда историята в едно лиминално пространство, като се позовава не само на взаимодействието между свръхестественото и смъртното, но също така и връзката между настоящето и представеното минало.

## Влияние върху литературата
Понякога се твърди, че най-големият принос, който тази творба е направила към Английската литература е популяризирането на използването на народен английски език в литературата, вместо френски или латински. Въпреки това английският език се е използвал като литературен език векове преди времето на Чосър и няколко от съвременниците на Чосър – Джон Гоуър, Уилям Лангланд, Пърл Поет – също са написали големи литературни произведения на английски език. Не е ясно до каква степен Чосър е бил отговорен за започването на една тенденция, а не просто е бил част от нея. Интересно е да се отбележи и това, че модерният правопис в английския език дължи много на иновациите, направени по време на неговия живот и след смъртта му.

## Възприемане на творбата
Чосър ясно посочва адресатите на много от неговите стихотворения, например „Книгата на дукесата“ се смята, че е била написана за Джон Гонт по повод смъртта на жена му през 1368 г. Желаната аудитория на „Кентърбърийски разкази“ обаче е по-трудно да бъде определена. Чосър е бил придворен, което кара някои да смятат, че той е основно дворцов поет, който пише единствено и само за благородниците.
Чосър е посочван като един благороден преводач и поет от Eustache Дешан и от съвременника му Джон Гоуър.
Предполага се, че поемата е била предназначена да се чете на глас, тъй като това е било обичайно по онова време. Въпреки това, също така изглежда, че творбата е била предназначена за лично четене, тъй като Чосър често се обръща към себе си като писател, а не говорител на творбата. Определянето на предвидената аудитория директно от текста е още по-трудно, тъй като публиката е част от историята. Това прави трудно определянето дали Чосър се обръща към измислената публика от поклонници или към действителния читател.
Учените предполагат, че ръкописите на Чосър са били разпространявани сред приятелите му, но вероятно са останали непознати за повечето хора до смъртта му. Въпреки това, скоростта, с която преписвачите се стремят да пишат пълни версии на неговата творба, показва, че той е бил известен и уважаван поет. Съществуват повече ръкописни копия на поемата, отколкото на всяка друга поема от онова време, което кара някои учени да дадат на произведението на Чосър статут на средновековен „бестселър“. Дори и най-елегантно илюстрираните ръкописи обаче не са толкова украсени като други произведения, като например на автора на религиозна и историческа литература Джон Лидгат (John Lydgat).
Джон Лидгат и Томас Оклеив са били сред първите критици на „Кентърбърийски разкази“ на Чосър, похвалили го като най-големия английски поет на всички времена и първият, показал това на което на е способен поетично английският език. На това мнение са и много критици от средата на 15 век., а най-уважаваният разказ по онова време е „Разказът на Рицаря“.

## Литературни допълнения
Незавършването на Разказите довело няколко средновековни автори да напишат допълнения и добавки към историите, за да ги направят по-пълни. Някои от най-старите съществуващи ръкописи на историите включват нови или променени разкази, което показва, че още от началото са се правили такива добавки и промени. Такива поправки са известни да са направени включително и на „Разказът на Готвача“, която Чосър така и не завършва, както и в „Разказът на Плауман“, „Разказът на Геймлин“, „Разказът на Берин“, „Обсадата на Тива“.
„Разказът на Берин“, написан от анонимен автор през 15 век, е предшестван от дълъг пролог, в който поклонниците пристигат в Кентърбъри и са описани дейностите им, които извършват там. Докато останалата част от поклонниците се е разпръснала из града, Продавачът на индулгенции търси любовта на барманката Кейт, но среща проблеми с мъжа на живота ѝ и съдържателя на заведението Хари Бейли. Когато поклонниците се връщат обратно вкъщи, историята започва отначало от „Разказа на Берин“. В тази история, млад мъж на име Берин пътува от Рим към Египет, за да търси щастието си и там бива измамен от други бизнесмени. След това един местен човек започва да му помага да си отмъсти. Историята идва от френския разказ Bérinus и съществува само в един ранен ръкопис на историите, въпреки че е бил разпечатан заедно с другите истории през 1721 г. от Джон Ури.
Разказът „Обсадата на Тива“ е написан от Джон Лиджет през 1420 г. Също като „Разказът на Берин“, историята започва с пролог, в който виждаме как поклонниците пристигат в Кентърбъри. Лиджет поставя себе си като един от поклонниците и разказва как той е бил част от пътешествието на Чосър и се слушал всички истории. Той описва себе си като монах и разказва дълга история за случилото се в Тива преди случките от „Разказа на Рицаря“. Този разказ е бил много популярен и съществува в стари ръкописи, както самостоятелно, така и като част от „Кентърбърийски разкази“. За първи път е разпечатано през 1561 г. от Джон Стоу, и няколко издания в продължение на векове след това последваха примера му.
За „Разказа на Плауман“ има две версии, но и двете са повлияни от средновековния разказ „Пиърс Плауман“ от Уилям Лангланд, написан по времето на Чосър. Чосър описва Плауман в пролога си, но така и не му дава собствен разказ. В пролога, който е добавен 16 век, за да изглежда като творба, написана от Чосър, се съобщава, че ще се съобщи някаква проповед по-нататък в разказа. Вместо това обаче е описано как един пътешественик дочува разговора между един пеликан и един грифон, които дискутират духовенството. Повечето думи са на Пеликанът, който атакува нарушенията по евангелски начин, обсъжда Антихриста и се обръща към светското правителство да усмири Църквата. Разказът завършва с отказ от отговорност, в която авторът разграничава собствените си възгледи от тези на пеликана, посочвайки, че той ще приеме това, което изисква Църквата.
„Разказът на Геймлин“ е бил включен в един ранен ръкопис на „Разказите“, който е известен като един от най-нискокачествените ранни ръкописи от гледна точка на редактиране и промени. В днешно време е широко отхвърлен от учените от автентичните чосъровски разкази, въпреки че някои учени смятат, че Чосър е възнамерявал да пренапише историята чрез „Разказа за Йомена“. Годината на написването му варира от 1340 г. до 1370 г. Действието в разказа се развива по време на управлението на крал Едуард I и се разказва за Геймлин и предизвикателствата, през които преминава, опитвайки се да си върне полагащото му се наследство от по-големия си брат. Историята се изправя срещу корупцията на закона и показва липсата на морал и политическа съгласуваност. Няма данни за това къде точно се провежда действието в тази история, защото в самия текст не са написани имена на градове и фамилното име на Геймлин най-вероятно просто обозначава границата.

## Адаптации

### Литературни
Много литераурни прозиведения са използвали подобна рамкова конструкция като тази на „Кентърбърийски разкази“.
Дан Симънс е американски писател на бестселъри в жанра фентъзи, хорър и научна фантастика. Неговият роман „Хиперион“ е отличен с наградата „Хюго“ за 1990 година в категорията научна фантастика. Романът е базиран на седмина поклонници, които се отправят на последно пътуване до Хиперион, за да търсят отговорите на неразрешените загадки в живота си. Другите романи от тази поредица са „Падането на Хиперион“, „Ендимион“ и „Триумфът на Ендимион“.
„Сказанието на прадедите“ е разказ за еволюиращите организми, написан от Ричард Доукинс, виден английски етолог, биолог и автор на научнопопулярни книги. Разказа е вдъхновен от легендарния сборник „Кентърбърийски разкази“ на английския класик Джефри Чосър, в който – заедно с нас – на поклонение се отправя и всяко друго живеещо днес същество. По пътя всеки поклонник описва своята собствена история, включително и процесите, свързани с развитието на Земята.
Английският писател Пол Чарлз Дохърти , автор на многобройни криминални романи с исторически сюжет, пише поредица от романи базирани на „Кентърбърийски разкази“. Книгата му „Сенки в Оксфорд“ разказва за събралите се в хана „При мантията“ поклонници, познати ни от „Кентърбърийски разкази“. Пъстрото общество потегля към Кентърбъри, за да се поклони пред мощите на свети Томас Бекет. През деня спътниците си разказват известните на всички весели и поучителни истории, за да разнообразят дългия път. А нощем, когато отседнат в някой хан, разказите продължават, но тогава всеки обещава да разкаже по някоя тайнствена история за тъмни дела, обвити с мрака на годините. Започва се с разказът на Рицаря.

### Филмови
„Кентърбърийски разкази“ (на италиански: I racconti di Canterbury) е италиански филм от 1972 година, на режисьора Пиер Паоло Пазолини по негов собствен сценарий, който съдържа няколко разказа от „Кентърбърийски разкази“ на Чосър. Това е вторият филм от трилогия на Пазолини, включваща още „Декамерон“ („Il Decameron“, 1971) и „Цветът на Хиляда и една нощ“ („Il fiore delle mille e una notte“, 1974).

## Влияние върху литературата
Водени са немалко спорове относно това дали най-големия принос, който тази творба е направила е да популяризира използването на народен език (латински: vulgare) в литературата вместо френски или латински. Все пак английският вече е използван в продължение на столетия преди раждането на Чосър, а някои от съвременниците му – Джон Гоуър, Уилиам Лангланд и други – също са написали значими творби на английски. Така остава неясно до каква степен Чосър е отговорен за тази посока на развитие – дали той е започнал тази тенденция или по-скоро е бил част от нея.

## Галерия
Това са някои герои, изобразени в т.нар. илюстрован ръкопис „Елисмиър“ на „Кентърбърийски разкази“, част от библиотеката Бриджуотър – най-старата запазена английска библиотека. Името на ръкописа е това на последния му собственик – Томас Егертон, първи барон Елисмиър и виконт Бракли (1540 – 1617)
- Рицарят
- Мелничарят
- Стюардът
- Готвачът
- Правникът
- Батската невяста
- Кармелита
- Църковният Пристав
- Школарят
- Търговецът
- Оръженосецът
- Франклинът
- Лекарят
- Продавачът на индулгенции
- Морякът
- Игуменката
- Монахът
- Манастирският Капелан
- Втората монахиня
- Йоменът на Каноника
- Икономът
- Свещеникът